# Lago Tengrela

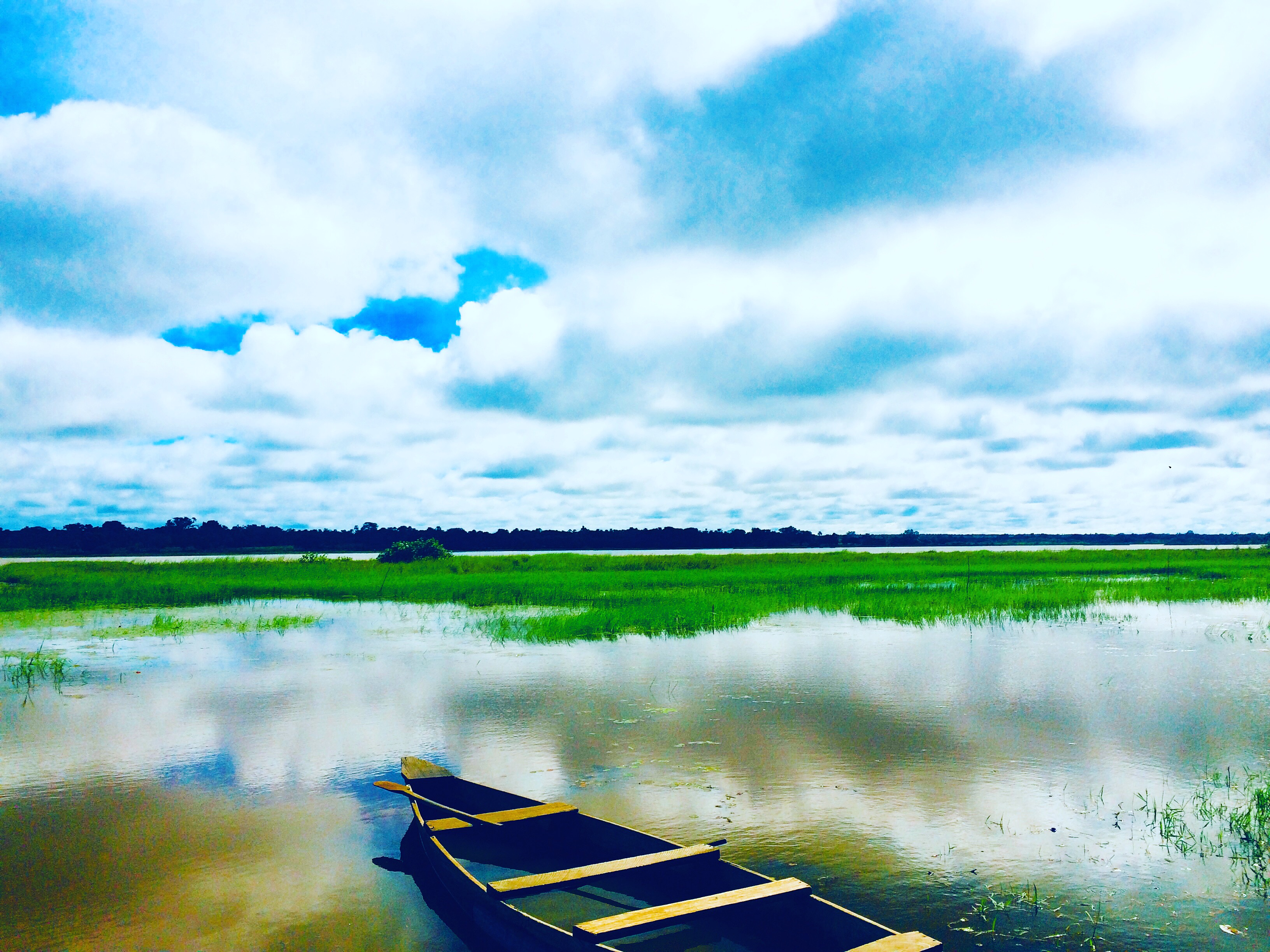
Canoa no Lago Tengrela

O lago Tengrela é um pequeno lago perto de Banfora no Burquina Fasso. É conhecido pela população de hipopótamos. Os locais acreditam que esses animais não atacam humanos porque são hipopótamos sagrados. Quase nunca há crocodilos no lago. Tem 2 km de comprimento por 1,5 km de largura.